# En Marea

Logo von En Marea

En Marea war eine Gemeinschaftskandidatur verschiedener Linksparteien bei der Wahl zum spanischen Parlament vom 20. Dezember 2015, bei der Wahl zum spanischen Parlament vom 26. Juni 2016 in der Region Galicien und bei der Wahl zum Regionalparlament von Galicien vom 25. September 2016.

## Mitgliedsparteien
Nach spanischem Wahlrecht können verschiedene Parteien zur Wahl in einer Gemeinschaftskandidatur (coalición electoral) antreten. Diese Gemeinschaftskandidatur kann sich auf einen oder mehrere Wahlkreise beschränken. Dieselbe Partei kann also z. B. in einem Wahlkreis allein, in einem Wahlkreis zusammen mit der Partei A und in wieder einem anderen Wahlkreis zusammen mit der Partei B antreten.
Die Gemeinschaftskandidatur En Marea ist auf die vier galicischen Wahlkreise (A Coruña, Lugo, Ourense und Pontevedra) beschränkt. Zu En Marea gehören die folgenden Parteien:
- Podemos
- Esquerda Unida (galicischer Regionalverband der Izquierda Unida)
- ANOVA-Irmandade Nacionalista

Bereits zu den Kommunalwahlen vom 24. Mai 2015 waren Podemos, Esquerda Unida, ANOVA und andere linke Parteien und Bewegungen in Galicien in vielen Fällen unter verschiedenen Bezeichnungen gemeinsam zur Wahl angetreten (z. B. Marea Atlántica in A Coruña, Marea de Vigo in Vigo, Marea Pontevedra in Pontevedra, Compostela Aberta in Santiago de Compostela, Ferrol en Común en Ferrol, Ourense en Común in Ourense). Diese Kommunalwahlkandidaturen wurden und werden in den Medien häufig zusammenfassend als Las Mareas bezeichnet. Diese Bezeichnung wurde von den Parteien als En Marea auch für die Gemeinschaftskandidatur zu den spanischen Parlamentswahlen im Dezember übernommen. Marea bedeutet Gezeit (die Gezeiten sind in Galicien besonders ausgeprägt) oder auch Flut (auch im Sinne von Menschenflut), sodass En Marea in etwa mit „In Massen“ übersetzt werden kann.

## Wahlergebnis 2015
Bei der Wahl wurde En Marea mit einem Stimmenanteil von 25 % (was 1,6 % gerechnet auf das gesamtspanische Ergebnis entspricht) hinter der PP zweitstärkste Kraft in Galicien. Auf die Kandidatur entfielen damit sechs der 23 Mandate, die in der Region Galicien vergeben wurden.
Das Ergebnis der Wahl zum spanischen Abgeordnetenhaus nach Wahlkreisen (Provinzen):
| Wahlkreis          | Stimmen | Anteil | Sitze |
| ------------------ | ------- | ------ | ----- |
| A Coruña           | 177.581 | 26,4 % | 2     |
| Lugo               | 39.122  | 19,2 % | 1     |
| Ourense            | 34.357  | 17,8 % | 1     |
| Pontevedra         | 159.638 | 27,9 % | 2     |
| Galicien insgesamt | 410.698 | 25,0 % | 6     |

Von den sechs Abgeordneten gehörten zwei zu Podemos, zwei zu ANOVA-Irmandade Nacionalista, eine Abgeordnete zu Esquerda Unida und ein Abgeordneter zu Ourense en Común.
Nach der Wahl beabsichtigten die En Marea-Abgeordneten zunächst im Abgeordnetenhaus eine eigene Fraktion zu bilden. Dies wurde vom Parlamentspräsidium jedoch abgelehnt, sodass sie sich – ebenso wie die Abgeordneten der katalanischen Gemeinschaftskandidatur En Comú Podem – der Fraktion von Podemos anschlossen.

## Spanische Parlamentswahl 2016
Für die Wahl am 26. Juni 2016 wurde die Gemeinschaftskandidatur von denselben Parteien erneut gebildet.
Bei der Wahl wurde En Marea mit einem Stimmenanteil von 22 % (was 1,4 % gerechnet auf das gesamtspanische Ergebnis entspricht) hinter der PP und der PSOE drittstärkste Kraft in Galicien. Auf die Kandidatur entfielen damit fünf der 23 Mandate, die in der Region Galicien vergeben wurden.
Das Ergebnis der Wahl zum spanischen Abgeordnetenhaus nach Wahlkreisen (Provinzen):
| Wahlkreis          | Stimmen | Anteil | Sitze |
| ------------------ | ------- | ------ | ----- |
| A Coruña           | 147.109 | 23,1 % | 2     |
| Lugo               | 32.371  | 16,9 % | 1     |
| Ourense            | 28.703  | 15,7 % | 0     |
| Pontevedra         | 135.960 | 25,2 % | 2     |
| Galicien insgesamt | 344.143 | 22,2 % | 5     |

## Regionalwahl 25. September 2016
Für die Wahl zum Regionalparlament verständigten sich die Mitgliedsparteien darauf, formell nicht als Gemeinschaftskandidatur aufzutreten, sondern eine „instrumentale“ Partei mit der Bezeichnung En Marea zu gründen. Diese formell selbständige Partei diente also nur als „Marke“ für die Teilnahme an den Wahlen.
Bei der Wahl wurde En Marea mit einem Stimmenanteil von 19 % hinter der PP zweitärkste Kraft. Auf die Kandidatur entfielen damit 14 der 75 Sitze im Regionalparlament.
Das Ergebnis von En Marea nach Wahlkreisen (Provinzen):
| Wahlkreis          | Stimmen | Anteil | Sitze |
| ------------------ | ------- | ------ | ----- |
| A Coruña           | 111.866 | 19,4 % | 5     |
| Lugo               | 28.125  | 15,4 % | 2     |
| Ourense            | 24.005  | 13,8 % | 2     |
| Pontevedra         | 107.422 | 22,0 % | 5     |
| Galicien insgesamt | 271.418 | 19,1 % | 14    |

## Keine Gemeinschaftskandidatur bei der Wahl 2019
Im Vorfeld der spanischen Parlamentswahl 2019 scheiterten Gespräche zur Neuauflage des Wahlbündnisses. Podemos, Esquerda Unida und die Kleinpartei Mareas en Común werden als Gemeinschaftskandidatur unter der Bezeichnung En Común-Unidas Podemos in den vier galicischen Wahlkreisen an der Wahl teilnehmen. Die 2016 als „instrumentale“ Partei gegründete En Marea wird eigene Listen stellen. ANOVA-Irmandade Nacionalista wird wegen des Nichtzustandekommens einer einheitlichen Linkskandidatur nicht an der Wahl teilnehmen.